# Liste der Mitglieder des österreichischen Bundeswirtschaftsrates 1934–1938
Diese Liste der Mitglieder des österreichischen Bundeswirtschaftsrates 1934–1938 führt alle Mitglieder des Bundeswirtschaftsrates im autoritären Ständestaat.
| Name                           | Berufsständische Hauptgruppe          | Selbständige/ Unselbständige | von               | bis               | Anmerkung |
| ------------------------------ | ------------------------------------- | ---------------------------- | ----------------- | ----------------- | --- |
| Blöchl Johann                  | Land- und Forstwirtschaft             | Selbständig                  | 01. November 1934 | 12. März 1938     | |
| Eichinger Johann               | Land- und Forstwirtschaft             | Selbständig                  | 01. November 1934 | 12. März 1938     | In den Bundestag entsandt; Vorsitzender des Präsidiums des Bundeswirtschaftsrates                            |
| Geiger Josef                   | Land- und Forstwirtschaft             | Selbständig                  | 01. November 1934 | 12. März 1938     | |
| Hasenauer Bartholomäus         | Land- und Forstwirtschaft             | Selbständig                  | 01. November 1934 | 12. März 1938     | In den Bundestag entsandt                                                                                    |
| Ilg Ulrich                     | Land- und Forstwirtschaft             | Selbständig                  | 01. November 1934 | 12. März 1938     | In den Bundestag entsandt                                                                                    |
| Kugler Alexander               | Land- und Forstwirtschaft             | Selbständig                  | 01. November 1934 | 12. März 1938     | |
| Mayerhofer Johann              | Land- und Forstwirtschaft             | Selbständig                  | 01. November 1934 | 12. März 1938     | |
| Muigg Josef                    | Land- und Forstwirtschaft             | Selbständig                  | 01. November 1934 | 12. März 1938     | |
| Piatti Ferdinand               | Land- und Forstwirtschaft             | Selbständig                  | 01. November 1934 | 12. März 1938     | In den Bundestag entsandt                                                                                    |
| Planck Karl                    | Land- und Forstwirtschaft             | Selbständig                  | 01. November 1934 | 12. März 1938     | |
| Pötsch Johann                  | Land- und Forstwirtschaft             | Selbständig                  | 01. November 1934 | 12. März 1938     | |
| Prirsch Ferdinand              | Land- und Forstwirtschaft             | Selbständig                  | 01. November 1934 | 12. März 1938     | |
| Roth Johann                    | Land- und Forstwirtschaft             | Selbständig                  | 01. November 1934 | 12. März 1938     | |
| Seidl Georg                    | Land- und Forstwirtschaft             | Selbständig                  | 01. November 1934 | 12. März 1938     | |
| Simma Robert                   | Land- und Forstwirtschaft             | Selbständig                  | 01. November 1934 | 12. März 1938     | In den Bundestag entsandt                                                                                    |
| Tatzreiter Josef               | Land- und Forstwirtschaft             | Selbständig                  | 01. November 1934 | 12. März 1938     | |
| Weidenholzer Johann            | Land- und Forstwirtschaft             | Selbständig                  | 01. November 1934 | 12. März 1938     | |
| Babitsch Leopold               | Land- und Forstwirtschaft             | Unselbständig                | 01. November 1934 | 12. März 1938     | |
| Duscher Matthias               | Land- und Forstwirtschaft             | Unselbständig                | 01. November 1934 | 12. März 1938     | In den Bundestag entsandt                                                                                    |
| Ehrlich Alois                  | Land- und Forstwirtschaft             | Unselbständig                | 01. November 1934 | 12. März 1938     | In den Bundestag entsandt                                                                                    |
| Figl Leopold                   | Land- und Forstwirtschaft             | Unselbständig                | 01. November 1934 | 12. März 1938     | |
| Fink Pius                      | Land- und Forstwirtschaft             | Unselbständig                | 01. November 1934 | 12. März 1938     | |
| Kneußl Erich                   | Land- und Forstwirtschaft             | Unselbständig                | 01. November 1934 | 12. März 1938     | In den Bundestag entsandt                                                                                    |
| Mösenbichler Erasmus           | Land- und Forstwirtschaft             | Unselbständig                | 01. November 1934 | 12. März 1938     | |
| Rammel Karl                    | Land- und Forstwirtschaft             | Unselbständig                | 01. November 1934 | 12. März 1938     | |
| Schönfelder Andreas            | Land- und Forstwirtschaft             | Unselbständig                | 01. November 1934 | 12. März 1938     | |
| Schwammenhöfer Leopold         | Land- und Forstwirtschaft             | Unselbständig                | 01. November 1934 | 01. November 1936 | Verzichtete auf sein Mandat                                                                                  |
| Stoiber Jakob                  | Land- und Forstwirtschaft             | Unselbständig                | 25. Februar 1937  | 12. März 1938     | Nachfolger von Leopold Schwammenhöfer                                                                        |
| Vavrecka Rudolf                | Land- und Forstwirtschaft             | Unselbständig                | 01. November 1934 | 12. März 1938     | |
| Zeppetzauer Josef              | Land- und Forstwirtschaft             | Unselbständig                | 01. November 1934 | 12. März 1938     | |
| Falkensammer Ferdinand         | Industrie und Bergbau                 | Selbständig                  | 01. November 1934 | 12. März 1938     | |
| Foradori Ezio                  | Industrie und Bergbau                 | Selbständig                  | 01. November 1934 | 12. März 1938     | In den Bundestag entsandt                                                                                    |
| Kink Martin                    | Industrie und Bergbau                 | Selbständig                  | 01. November 1934 | 12. März 1938     | |
| Krasser Richard                | Industrie und Bergbau                 | Selbständig                  | 01. November 1934 | 12. März 1938     | In den Bundestag entsandt                                                                                    |
| Margarétha Eugen               | Industrie und Bergbau                 | Selbständig                  | 01. November 1934 | 12. März 1938     | |
| Mautner-Markhof Georg Heinrich | Industrie und Bergbau                 | Selbständig                  | 01. November 1934 | 03. Jänner 1936   | Legte nach dem Tod seiner Frau sein Mandat zurück                                                            |
| Oberegger Josef                | Industrie und Bergbau                 | Selbständig                  | 20. Juni 1936     | 12. März 1938     | Nachfolger für Georg Heinrich Mautner-Markhof                                                                |
| Pierus Theodor                 | Industrie und Bergbau                 | Selbständig                  | 01. November 1934 | 12. März 1938     | |
| Andechslinger Hans             | Industrie und Bergbau                 | Unselbständig                | 01. November 1934 | 12. März 1938     | |
| Berghammer Stefan              | Industrie und Bergbau                 | Unselbständig                | 01. November 1934 | 12. April 1937    | Der enge Mitarbeiter Odo Neustädter-Stürmers wurde nach dessen Rücktritt seiner Funktion enthoben            |
| Kundtner Johann                | Industrie und Bergbau                 | Unselbständig                | 12. April 1937    | 12. März 1938     | Nachfolger von Stefan Berghammer                                                                             |
| Kostenzer Hans                 | Industrie und Bergbau                 | Unselbständig                | 01. November 1934 | 12. März 1938     | |
| Lengauer Josef                 | Industrie und Bergbau                 | Unselbständig                | 01. November 1934 | 12. März 1938     | In den Bundestag entsandt                                                                                    |
| Müller Johann                  | Industrie und Bergbau                 | Unselbständig                | 01. November 1934 | 12. Mai 1936      | Legte im Zuge des Phönix-Skandals sein Mandat zurück                                                         |
| Sormann Alois                  | Industrie und Bergbau                 | Unselbständig                | 24. Juli 1936     | 12. März 1938     | Nachfolger von Johann Müller                                                                                 |
| Staud Johann                   | Industrie und Bergbau                 | Unselbständig                | 01. November 1934 | 12. März 1938     | In den Bundestag entsandt                                                                                    |
| Strauß Eduard                  | Industrie und Bergbau                 | Unselbständig                | 01. November 1934 | 12. März 1938     | |
| Struber Hermann                | Industrie und Bergbau                 | Unselbständig                | 01. November 1934 | 12. März 1938     | |
| Gritschacher Josef             | Gewerbe                               | Selbständig                  | 01. November 1934 | 12. März 1938     | |
| Laufenstein Hans               | Gewerbe                               | Selbständig                  | 01. November 1934 | 12. März 1938     | |
| Lenhart Heinrich               | Gewerbe                               | Selbständig                  | 01. November 1934 | 12. März 1938     | |
| Lipp Carl                      | Gewerbe                               | Selbständig                  | 01. November 1934 | 12. März 1938     | |
| Raab Julius                    | Gewerbe                               | Selbständig                  | 01. November 1934 | 16. Februar 1938  | In den Bundestag entsandt; Mandat ruhte während seiner Zeit als Bundesminister für Handel und Verkehr        |
| Kunawer Franz                  | Gewerbe                               | Selbständig                  | 24. Februar 1938  | 12. März 1938     | Ersatzmitglied für Julius Raab                                                                               |
| Spitz Heinrich Otto            | Gewerbe                               | Selbständig                  | 01. November 1934 | 21. Februar 1938  | Verzichtete auf sein Mandat; wurde als Ersatz für Julius Raab in den Bundestag entsandt                      |
| Weixelbaumer Ignaz             | Gewerbe                               | Selbständig                  | 01. November 1934 | 12. März 1938     | |
| Berger Johann                  | Gewerbe                               | Unselbständig                | 01. November 1934 | 12. März 1938     | |
| Eyring Christian               | Gewerbe                               | Unselbständig                | 01. November 1934 | 12. März 1938     | |
| Flödl Karl                     | Gewerbe                               | Unselbständig                | 01. November 1934 | 12. März 1938     | In den Bundestag entsandt                                                                                    |
| Kainz Ferdinand                | Gewerbe                               | Unselbständig                | 01. November 1934 | 12. März 1938     | In den Bundestag entsandt                                                                                    |
| Matt Josef                     | Gewerbe                               | Unselbständig                | 01. November 1934 | 01. November 1934 | Hatte bei Berufung noch nicht das gesetzliche Mindestalter erreicht und musste daher sein Mandat zurücklegen |
| Zingerle Hermann               | Gewerbe                               | Unselbständig                | 21. November 1934 | 12. März 1938     | Ersatzmitglied für Josef Matt                                                                                |
| Ammann Josef                   | Handel und Verkehr                    | Selbständig                  | 01. November 1934 | 12. März 1938     | |
| Fischer Franz                  | Handel und Verkehr                    | Selbständig                  | 01. November 1934 | 12. März 1938     | In den Bundestag entsandt                                                                                    |
| Plaß Karl                      | Handel und Verkehr                    | Selbständig                  | 01. November 1934 | 12. März 1938     | |
| Strafella Franz Georg          | Handel und Verkehr                    | Selbständig                  | 01. November 1934 | 02. Mai 1936      | In den Bundestag entsandt; wurde im Zuge des Phönix-Skandals abberufen                                       |
| Grailer Iring                  | Handel und Verkehr                    | Selbständig                  | 20. Juni 1936     | 12. März 1938     | Nachfolger von Franz Georg Strafella                                                                         |
| Zellhofer Hans                 | Handel und Verkehr                    | Selbständig                  | 01. November 1934 | 12. März 1938     | 1936 an Stelle von Franz Georg Strafella in den Bundestag entsandt                                           |
| Breitenstein Hans              | Handel und Verkehr                    | Unselbständig                | 01. November 1934 | 12. März 1938     | |
| Fink Leopold                   | Handel und Verkehr                    | Unselbständig                | 01. November 1934 | 12. März 1938     | |
| Gundacker Alois                | Handel und Verkehr                    | Unselbständig                | 01. November 1934 | 12. März 1938     | |
| Vesely Adolf                   | Handel und Verkehr                    | Unselbständig                | 01. November 1934 | 12. März 1938     | |
| Buchinger Rudolf               | Geld-, Kredit- und Versicherungswesen | Selbständig                  | 01. November 1934 | 20. Juni 1936     | Wechselte in den Staatsrat                                                                                   |
| Dienbauer Josef                | Geld-, Kredit- und Versicherungswesen | Selbständig                  | 20. Juni 1936     | 12. März 1938     | Nachfolger von Rudolf Buchinger                                                                              |
| Joham Josef                    | Geld-, Kredit- und Versicherungswesen | Selbständig                  | 01. November 1934 | 12. März 1938     | In den Bundestag entsandt                                                                                    |
| Reininghaus Eberhard           | Geld-, Kredit- und Versicherungswesen | Unselbständig                | 01. November 1934 | 05. Mai 1936      | Legte im Zuge des Phönix-Skandals sein Mandat zurück                                                         |
| Habich Carl                    | Geld-, Kredit- und Versicherungswesen | Unselbständig                | 20. Juni 1936     | 12. März 1938     | Nachfolger von Eberhard Reininghaus                                                                          |
| Stigleitner Hans               | Geld-, Kredit- und Versicherungswesen | Unselbständig                | 01. November 1934 | 12. März 1938     | |
| Weinberger Lois                | Geld-, Kredit- und Versicherungswesen | Unselbständig                | 19. Februar 1935  | 12. März 1938     | Mandat für Weinberger wurde nach Protesten gesetzlich ermöglicht                                             |
| Marenzi Ludwig                 | Freie Berufe                          | Selbständig                  | 01. November 1934 | 12. März 1938     | In den Bundestag entsandt                                                                                    |
| Pongratz Franz                 | Freie Berufe                          | Selbständig                  | 01. November 1934 | 12. März 1938     | |
| Kramer Hans                    | Freie Berufe                          | Unselbständig                | 01. November 1934 | 12. März 1938     | |
| Ranzi Egon                     | Freie Berufe                          | Unselbständig                | 01. November 1934 | 12. März 1938     | |
| Gottweis Franz                 | Öffentlicher Dienst                   | –                            | 01. November 1934 | 12. März 1938     | In den Bundestag entsandt                                                                                    |
| Hold Julius                    | Öffentlicher Dienst                   | –                            | 01. November 1934 | 12. März 1938     | |
| Puchmayr Franz                 | Öffentlicher Dienst                   | –                            | 01. November 1934 | 12. März 1938     | |
| Rott Hans                      | Öffentlicher Dienst                   | –                            | 01. November 1934 | 12. März 1938     | |
| Sattler Ulrich                 | Öffentlicher Dienst                   | –                            | 01. November 1934 | 12. März 1938     | |
| Skokan August                  | Öffentlicher Dienst                   | –                            | 01. November 1934 | 12. März 1938     | |
| Tomaschek Eduard               | Öffentlicher Dienst                   | –                            | 01. November 1934 | 12. März 1938     | |